# Borja Yribarren
Borja Yribarren (La Coruña, España, 17 de octubre de 1979) es un jugador profesional de pádel español. Actualmente ocupa la 80.ª posición en el ranking World Padel Tour y juega en la posición de drive junto a Cándido Jorge Alfaro.

## Palmarés
- Campeón de España de Tenis Playa (2006 – Gandía)
- Campeón Gallego de Dobles de Tenis (1999, 2000, 2001, 2002, 2006)
- Subcampeón de España de Tenis Playa (2005 – Tarragona)
- Campeón Gallego por Equipos de Tenis (2003)
- Cuartofinalista Master Gallego de Tenis (2001)
- Subcampeón Gallego A.P.E. (Técnicos Titulados de Tenis) (2000)
- Campeón Gallego A.P.E. (Técnicos Titulados de Tenis) (1998)
- Mejor Ranking Tenis: 120 Nacional – 4 Regional
- Campeón del I Trofeo Teresa Herrera (La Coruña, diciembre de 2007).
- Campeón Gallegos (2003, 2004, 2005, 2006).
- Campeón del III Torneo de Padel Muebles Rey (La Coruña, octubre de 2006).
- Campeón del Torneo Estrella Galicia (La Coruña, julio de 2004, julio de 2005 y julio de 2006).
- Campeón del I Torneo “Bodegas Artacho” (Vigo, julio de 2006).
- Campeón del Torneo de Padel “Espinosa y Asociados” (La Coruña, junio de 2006).
- Subcampeón del I Trofeo Memorial Andrés Soto Muñiz (La Coruña, junio de 2006).
- Campeón del Open de Padel - Ría de Ferrol (Ferrol, mayo de 2006).
- Campeón del I Torneo de Padel S.D. Hípica (La Coruña, junio de 2005).
- Subcampeón del II Trofeo de Padel Grupo Pelayo (La Coruña, junio de 2005).
- Campeón del Circuito Gallego de Padel 2005 (Vigo, junio de 2005).
- Subcampeón I Open de Padel “Viajes Sant-Yago” (Santiago, octubre de 2004).
- Campeón del III Torneo La Solana Metropolitan (La Coruña, Sept. 2004).
- Campeón del I Torneo de Padel Deportes Cimáns (La Coruña, Sept. 2004).
- Campeón del I Trofeo de Padel Grupo Pelayo (La Coruña, abril de 2004

Palmarés nacional
- Campeón del II Torneo “Ciudad de Ponferrada” (Ponferrada, Sept. - 2006).
- Octavofinalista del “VI Internacional Fundación Tierras del Sur” (Sevilla, Sept. 2006).
- Semifinalista del “II Open Murcia Puchades” (Alicante, Sept. 2006).
- Cuadro final de los Int. de España Open Villa de Madrid (Madrid, Sept. 2004, 2005 y 2006).
- Cuadro final de los Internacionales de Andalucía (Cádiz, agosto de 2005 y 2006).
- Octavofinalista del I Torneo Internacional “Ciudad de Estepona” (Estepona, agosto de 2005).
- Octavofinalistasdel Campeonato de España (Sevilla, junio de 2006).
- Semifinalista del III Torneo Internacional de Pádel de Portugal (Lisboa, junio de 2006).
- Cuadro final del Opel Padel Tour (Puerto de Sta María, agosto de 2005).
- Campeones del I Torneo “Ciudad de Ponferrada” (Ponferrada, Sept. - 2005).

## Campeonato del mundo 2006
Después de participar en los torneos del Grupo de Alta Competición (GAC) de la Federación Española de Padel, preparatorios para el Campeonato del Mundo de Padel 2006, de Chiclana (Cádiz), Ibiza y Murcia, acudimos en el mes de octubre a Murcia al VIII Campeonato del Mundo, donde logramos situarnos entre las 32 mejores parejas del mundo.